# Moss Vale
Moss Vale är en ort i Australien. Den ligger i kommunen Wingecarribee och delstaten New South Wales, i den sydöstra delen av landet, omkring 110 kilometer sydväst om delstatshuvudstaden Sydney.
Närmaste större samhälle är Bowral, nära Moss Vale.
I omgivningarna runt Moss Vale växer i huvudsak städsegrön lövskog. Runt Moss Vale är det glesbefolkat, med 15 invånare per kvadratkilometer. Genomsnittlig årsnederbörd är 1 238 millimeter. Den regnigaste månaden är februari, med i genomsnitt 210 mm nederbörd, och den torraste är juli, med 35 mm nederbörd.